# Parti nigérien pour la démocratie et le socialisme
Le Parti nigérien pour la démocratie et le socialisme, ou PNDS-Tarayya, est un parti politique nigérien dirigé par Foumakoye Gado.

## Historique
Pour l'élection présidentielle des 16 novembre et 4 décembre 2004, Issoufou représentait le PNDS. Il obtient 24,6 % des voix au premier tour et se retrouve comme en 1999 au second tour face à Mamadou Tandja. Tandja l'emporte encore et Issoufou ne récolte que 34,5 % en chute par rapport aux 40 % obtenus en 1999.
Lors des législatives du 4 décembre 2004, le PNDS obtient 13,4 % des voix et 17 des 113 sièges de l'assemblée nationale nigérienne. Le PNDS avait lors de ces législatives signé une alliance avec 11 autres partis de l'opposition pour former la Coordination des forces démocratiques. Toutefois, bon nombre de ces partis lâchent le PNDS lors de l'élection présidentielle. Ce qu'il reste de la CFD (PNSD, PNA et RDA) rassemble au total 25 sièges à l'Assemblée, dont 23 au titre du PNDS.
Le PNDS remporte pour la première fois l'élection présidentielle, le 12 mars 2011, avec 57,95 % des suffrages pour Mahamadou Issoufou. Mahamadou Issoufou, une fois président de la République, laisse la présidence du PNDS à Mohamed Bazoum. Il est réélu au second tour, lors d'une élection contestée à la suite de l'emprisonnement du principal challengeur Hama Amadou, le 20 mars 2016, avec 92,49 %.
Après l'élection de Mohamed Bazoum à la présidence en 2021, Foumakoye Gado assure l'intérim à la présidence du parti. En décembre 2022, Foumakoye Gado est élu président du PNDS-Tarayya.
Le PNDS est membre de l'Internationale socialiste.

## Personnalités
- Cherif Ould Abidine
- Mohamed Bazoum
- Mahamadou Issoufou

## Résultats

### Élections présidentielles
| Année     | Candidat           | 1er tour  | 1er tour | 2d tour   | 2d tour | Résultat |
| Année     | Candidat           | Voix      | %        | Voix      | %       | Résultat |
| --------- | ------------------ | --------- | -------- | --------- | ------- | -------- |
| 1993      | Mahamadou Issoufou | 205 707   | 15,92    |           |         | Battu    |
| 1996      | Mahamadou Issoufou | 183 826   | 7,60     |           |         | Battu    |
| 1999      | Mahamadou Issoufou | 435 041   | 22,79    | 710 923   | 40,11   | Battu    |
| 2004      | Mahamadou Issoufou | 599 792   | 24,60    | 794 357   | 34,47   | Battu    |
| 2011      | Mahamadou Issoufou | 1 192 945 | 36,16    | 1 797 382 | 58,04   | Élu      |
| 2016      | Mahamadou Issoufou | 2 252 016 | 48,43    | 4 105 499 | 92,49   | Élu      |
| 2020-2021 | Mohamed Bazoum     | 1 879 629 | 39,30    | 2 490 049 | 55,67   | Élu      |

### Élections législatives
| Année | Voix      | %     | Rang | Élus     | Gouvernement |
| ----- | --------- | ----- | ---- | -------- | ------------ |
| 1993  | 183 150   | 14,62 | 4e   | 13 / 83  |              |
| 1995  | 203 629   | 14,08 | 3e   | 12 / 83  |              |
| 1999  | 378 634   | 21,47 | 3e   | 16 / 83  |              |
| 2004  | 314 810   | 13,73 | 3e   | 17 / 83  |              |
| 2011  | 1 066 011 | 33    | 1er  | 34 / 113 | Rafini I     |
| 2016  | 1 701 372 | 35,73 | 1er  | 75 / 171 | Rafini II    |
| 2020  | 1 745 266 | 37,04 | 1er  | 79 / 166 | Mahamadou    |